# Louise Ryme
Louise Ryme (født Louise Maria Olsson; 15. februar 1975 i Göteborg) er en svensk skuespillerinde. Hun blev uddannet på Teaterhögskolan i Luleå fra 2001 til 2005 og har medvirket i over 35 film og tv-serier.

## Udvalgt filmografi
- Mænd der hader kvinder (2009)
- Uskyldigt dømt (tv-serie, 2009)
- Miraklet i Viskan (2015)
- Jordskott (tv-serie, 2015-2017)
- Sygeplejerskerne (tv-serie, 2016)
- Väntan (2017, også instruktør og manuskriptforfatter)
- Fortidens spor (tv-serie, 2017)
- Beck (tv-serie, 2018)
- Sune – Best Man (2019)
- Advokaten (tv-serie, 2020)
- Helt perfekt (tv-serie, 2021)
- Mord i Skærgården (tv-serie, 2022)
- Maria Wern (tv-serie, 2023)
- Veronika (tv-serie, 2024)